# Потоцкий, Николай (1628)
Николай Потоцкий (1628—1676) — государственный и военный деятель Речи Посполитой, ротмистр коронных войск (с 1654 года), староста каменецкий (1661), генеральный староста (генерал) земли Подольской и комендант каменецкий (1664), староста летичевский и черкасский.

## Биография
Представитель знатного польского магнатского рода Потоцких герба «Пилява». Третий сын каштеляна краковского и гетмана великого коронного Николая Потоцкого по прозвищу «Медвежья Лапа» от первого брака с Софией Фирлей. Братья — воевода брацлавский Пётр, староста нежинский Стефан, писарь польный коронный Якуб и подскарбий надворный коронный Доминик.
В 1649 году участвовал в Зборовской битве с восставшими казаками, в 1650 году отправился в Крымское ханство в качестве заложника за своего отца Николая Потоцкого, который был освобожден из плена после битвы под Корсунем, где содержался в тюрьме крепости Чуфут-Кале. В 1651 году Николай Потоцкий вернулся из крымского плена в Польшу. С 1654 года — ротмистр казацкой хоругви. В 1661 году был назначен старостой каменецким. В 1664 году получил должность генерала земли Подольской. Также ему принадлежали черкасское и летичевское староства.
В начале польско-турецкой войны в 1672 году, в конце июля, Николай Потоцкий принял на себя руководство гарнизонами Нового и Старого Каменецкого замка, начал поспешные работы по фортификации Каменца-Подольского и поручил оборону города Иерониму Лянцкоронскому. 20 августа 1672 года вместе с Ежи Володыевским попытался провести вылазку из города. С 24 на 25 августа с остатками гарнизона покинул Новый Замок. 28 августа 1672 года сдал Каменец-Подольский турецкой армии. В конце 1673 года участвовал в военных действиях против турок-османов и крымских татар.
В 1676 году Николай Потоцкий скончался в Стшельце под Дубном.
Персонаж Николая Потоцкого упоминается в романе Генрика Сенкевича «Пан Володыёвский» и в одноименном фильме Ежи Гофмана. Роль Николая Потоцкого сыграл польский актёр Виктор Гротович.
После 1656 года первым браком женился на Катаржине Выбрановской, после 1670 года его второй женой стала Святослава Дунин-Раецкая. В двух браках не имел потомства.